# Trébons-sur-la-Grasse
Trébons-sur-la-Grasse è un comune francese di 419 abitanti situato nel dipartimento dell'Alta Garonna nella regione dell'Occitania.

## Società

### Evoluzione demografica
Abitanti censiti